# Joint Electron Device Engineering Council
Joint Electron Device Engineering Council (JEDEC) autodenominada como una “Solid State Technology Association”, es la rama de la “Alianza de Industrias Electrónicas” (Electronic Industries Alliance, EIA), que representa a las áreas de la industria electrónica en los Estados Unidos para la normalización de la ingeniería y desarrollo de tecnologías basadas en semiconductores.
En 1960, crearon JEDEC como una iniciativa conjunta de la EIA y la National Electrical Manufacturers Association (NEMA), para cubrir la creciente necesidad de normalización de dispositivos basados en semiconductores discretos.
En 1970 sus objetivos se extendieron al ámbito de los, entonces modernos, circuitos integrados.
Está formada por aproximadamente 300 compañías asociadas, que comprenden fabricantes, distribuidores y usuarios de componentes basados en semiconductores.